# Wijken en buurten in Purmerend
De Nederlandse gemeente Purmerend is voor statistische doeleinden onderverdeeld in wijken en buurten. De gemeente is verdeeld in de volgende statistische wijken:
- Wijk 01 Centrum (CBS-wijkcode:043901)
- Wijk 02 Overwhere (CBS-wijkcode:043902)
- Wijk 03 Wheermolen (CBS-wijkcode:043903)
- Wijk 04 Gors (CBS-wijkcode:043904)
- Wijk 05 Purmer-Noord (CBS-wijkcode:043905)
- Wijk 06 Purmer-Zuid (CBS-wijkcode:043906)
- Wijk 07 Weidevenne (CBS-wijkcode:043907)

Een statistische wijk kan bestaan uit meerdere buurten. Onderstaande tabel geeft de buurtindeling met kentallen volgens het Centraal Bureau voor de Statistiek (2008):
| CBS-buurtcode | Buurtnaam                           | Inwonertal | Opp. totaal (ha) | Opp. land (ha) | Ligging                |
| ------------- | ----------------------------------- | ---------- | ---------------- | -------------- | ---------------------- |
| BU04390101    | Binnenstad                          | 1260       | 31               | 27             | Locatie in de gemeente |
| BU04390102    | Stationsbuurt                       | 510        | 15               | 14             | Locatie in de gemeente |
| BU04390103    | Zuiderpolder                        | 2380       | 40               | 36             | Locatie in de gemeente |
| BU04390201    | Overwhere-Zuid                      | 6060       | 106              | 104            | Locatie in de gemeente |
| BU04390202    | De Koog                             | 10         | 60               | 60             | Locatie in de gemeente |
| BU04390203    | Wagenweg                            | 260        | 19               | 18             | Locatie in de gemeente |
| BU04390204    | Overwhere-Noord                     | 5860       | 114              | 110            | Locatie in de gemeente |
| BU04390205    | Molenkoog                           | 1080       | 65               | 62             | Locatie in de gemeente |
| BU04390301    | Wheermolen-West                     | 2070       | 30               | 28             | Locatie in de gemeente |
| BU04390302    | Wheermolen-Oost                     | 5100       | 62               | 58             | Locatie in de gemeente |
| BU04390303    | Dwarsgouw                           | 10         | 27               | 26             | Locatie in de gemeente |
| BU04390401    | Gors-Zuid                           | 3850       | 98               | 89             | Locatie in de gemeente |
| BU04390402    | Gors-Noord                          | 5430       | 109              | 100            | Locatie in de gemeente |
| BU04390501    | Overlanderstraat en omgeving        | 4400       | 46               | 46             | Locatie in de gemeente |
| BU04390502    | Werktuigenbuurt                     | 2620       | 59               | 56             | Locatie in de gemeente |
| BU04390503    | Maten- en Zuivelbuurt               | 2580       | 51               | 50             | Locatie in de gemeente |
| BU04390504    | De Graeffweg en omgeving            | 5270       | 77               | 76             | Locatie in de gemeente |
| BU04390505    | Baanstee en omgeving                | 120        | 333              | 323            | Locatie in de gemeente |
| BU04390506    | Golfterrein en verspreide bebouwing | 80         | 163              | 154            | Locatie in de gemeente |
| BU04390601    | Purmer-Zuid Noord                   | 5750       | 87               | 83             | Locatie in de gemeente |
| BU04390602    | Purmer-Zuid Zuid                    | 7860       | 112              | 108            | Locatie in de gemeente |
| BU04390603    | Purmerbos en verspreide bebouwing   | 90         | 390              | 385            | Locatie in de gemeente |
| BU04390701    | Hazepolder                          | 460        | 9                | 8              | Locatie in de gemeente |
| BU04390702    | Azië                                | 4360       | 56               | 53             | Locatie in de gemeente |
| BU04390703    | Amerika                             | 4860       | 104              | 94             | Locatie in de gemeente |
| BU04390704    | Afrika                              | 4900       | 108              | 108            | Locatie in de gemeente |
| BU04390705    | Europa                              | 1180       | 86               | 86             | Locatie in de gemeente |

De voormalige Nederlandse gemeente Beemster is voor statistische doeleinden onderverdeeld in wijken en buurten. De gemeente is verdeeld in de volgende statistische wijken:
- Wijk 00 Beemster (CBS-wijkcode:037000)
- Wijk 01 Zuidoostbeemster (CBS-wijkcode:037001)

Een statistische wijk kan bestaan uit meerdere buurten. Onderstaande tabel geeft de buurtindeling met kentallen volgens het Centraal Bureau voor de Statistiek (2008):
| CBS-buurtcode | Buurtnaam                                           | Inwonertal | Opp. totaal (ha) | Opp. land (ha) | Ligging                |
| ------------- | --------------------------------------------------- | ---------- | ---------------- | -------------- | ---------------------- |
| BU03700000    | Middenbeemster                                      | 3800       | 117              | 116            | Locatie in de gemeente |
| BU03700001    | Westbeemster                                        | 380        | 645              | 637            | Locatie in de gemeente |
| BU03700002    | Noordbeemster                                       | 350        | 719              | 704            | Locatie in de gemeente |
| BU03700003    | Oostbeemster                                        | 120        | 372              | 366            | Locatie in de gemeente |
| BU03700006    | Verspreide huizen ten zuiden van Middenbeemster     | 440        | 1438             | 1415           | Locatie in de gemeente |
| BU03700007    | Verspreide huizen in het Noordoosten                | 330        | 904              | 878            | Locatie in de gemeente |
| BU03700008    | Verspreide huizen in Noorden en Noordwesten         | 200        | 924              | 903            | Locatie in de gemeente |
| BU03700009    | Verspreide huizen ten zuidwesten van Middenbeemster | 410        | 1420             | 1388           | Locatie in de gemeente |
| BU03700100    | Zuidoostbeemster Tuinhoek                           | 2070       | 270              | 264            | Locatie in de gemeente |
| BU03700109    | Verspreide huizen Zuidoostbeemster                  | 390        | 397              | 390            | Locatie in de gemeente |